# Colius
Colius је род птица из породице мишјакиња. Припадају му следећe врсте:
- Смеђа мишјакиња,
- Црвенолеђа мишјакиња,
- Белоглава мишјакиња,
- Белолеђа мишјакиња,
- Фосилна врста, Colius hendeyi описана је према фосилима из раног плиоцена нађеним у Лангебанвегу у Јужној Африци.

Неки миоценски таксони из Француске пре су били приписани роду Colius, али од свих тих врста једино је могућe да врста из средњег миоцена, Colius palustris припада овде, али чешћe се одваја у род Necrornis.
Colius archiaci, C. consobrinus i C. paludicola с друге стране су 3 таксона описана из делимичних остатака нађених на локацији Сен-Жеран-ле-Пуј. Њихова таксономска прошлост је доста сложена, били су у почетку описани као детлићи и различито спојени и раздвојени. Данас се верује да постоји могућност да све врсте припадају модерном роду Urocolius, или барем две у праисторијски птичји род Limnatornis.